# La Fabuleuse Madame Maisel
La Fabuleuse Madame Maisel, ou Mme Maisel, femme fabuleuse au Québec (The Marvelous Mrs Maisel) est une série télévisée américaine en 43 épisodes d'environ 56 minutes créée par Amy Sherman-Palladino diffusée entre le 17 mars 2017 et le 26 mai 2023 sur le service de streaming Prime Video.
La première saison se déroule en 1958 à New York, où l'on suit le parcours d'une femme, mère au foyer, qui découvre qu'elle a un talent pour le stand-up.
La série a été acclamée par la critique, obtenant notamment deux Golden Globes en janvier 2018, celui de meilleure série comique ou musicale et de la meilleure actrice dans une série comique ou musicale pour Rachel Brosnahan.

## Synopsis
Miriam « Midge » Maisel (Rachel Brosnahan) est mère au foyer juive vivant dans un bel appartement new-yorkais en 1958. Son mari, Joel (Michael Zegen), est un homme d'affaires qui fait un soir par semaine du stand-up dans un café de Greenwich Village le Gaslight Café. Midge le soutient, lui fournit un retour sur ses sets, mais est désabusée lorsqu'elle découvre que Joel a volé l'un de ses meilleurs sketchs à Bob Newhart.
À la suite d'une performance particulièrement difficile, Joel avoue à Midge qu'il a eu une liaison et lui annonce qu'il la quitte. Après avoir bu, elle retourne au Gaslight Café, monte sur scène et fait une prestation improvisée à propos de sa situation délicate, avec un grand succès auprès du public. Après avoir montré ses seins au cours de sa prestation, Midge est arrêtée et emmenée en prison pour atteinte à la pudeur et avoir réalisé sa performance sans licence.
La police arrête ce soir-là un autre comédien : Lenny Bruce (Luke Kirby). Midge, qui avait vu des performances de Lenny, retourne à la prison le lendemain matin, paye sa caution et lui demande s'il aime le métier de comédien. Bruce la prévient que la comédie est une profession horrible, mais elle prend son avertissement comme un encouragement et fait équipe avec Susie (Alex Borstein), une employée du Gaslight convaincue de son potentiel, pour continuer ses performances, à l'insu de sa famille.

## Distribution

### Acteurs principaux
- Rachel Brosnahan (VF : Edwige Lemoine) : Miriam « Midge » Maisel[2] (née Weissman)
- Alex Borstein (VF : Vanina Pradier) : Susie Myerson[3]
- Michael Zegen (VF : Alexis Tomassian) : Joel Maisel[4]
- Marin Hinkle (VF : Élisabeth Fargeot) : Rose Weissman[5] (née Lehman)
- Tony Shalhoub (VF : Michel Papineschi) : Abraham « Abe » Weissman[6]
- Kevin Pollak (VF : Bernard Bollet) : Moishe Maisel (saisons 2 à 5, récurrent saison 1)
- Caroline Aaron (VF : Isabelle Leprince) : Shirley Maisel (saisons 3 à 5, récurrente saisons 2 et 4, invitée saisons 1 et 5)
- Jane Lynch (VF : Emmanuèle Bondeville) : Sophie Lennon (depuis la saison 3 - invitée saisons 1 et 2)
- Luke Kirby (VF : Damien Boisseau) : Lenny Bruce (saison 4, récurrent saisons 1 à 3 puis saison 5)
- Reid Scott (VF : Eilias Changuel) : Gordon Ford (saison 5, récurrent saison 4)
- Alfie Fuller (en) (VF : Jocelyne « Mbembo » Nzunga) : Dinah Rutledge (saison 5, récurrente saison 4)
- Jason Ralph (VF : Rémi Caillebot) : Mike Carr (saison 5, récurrent saison 4)

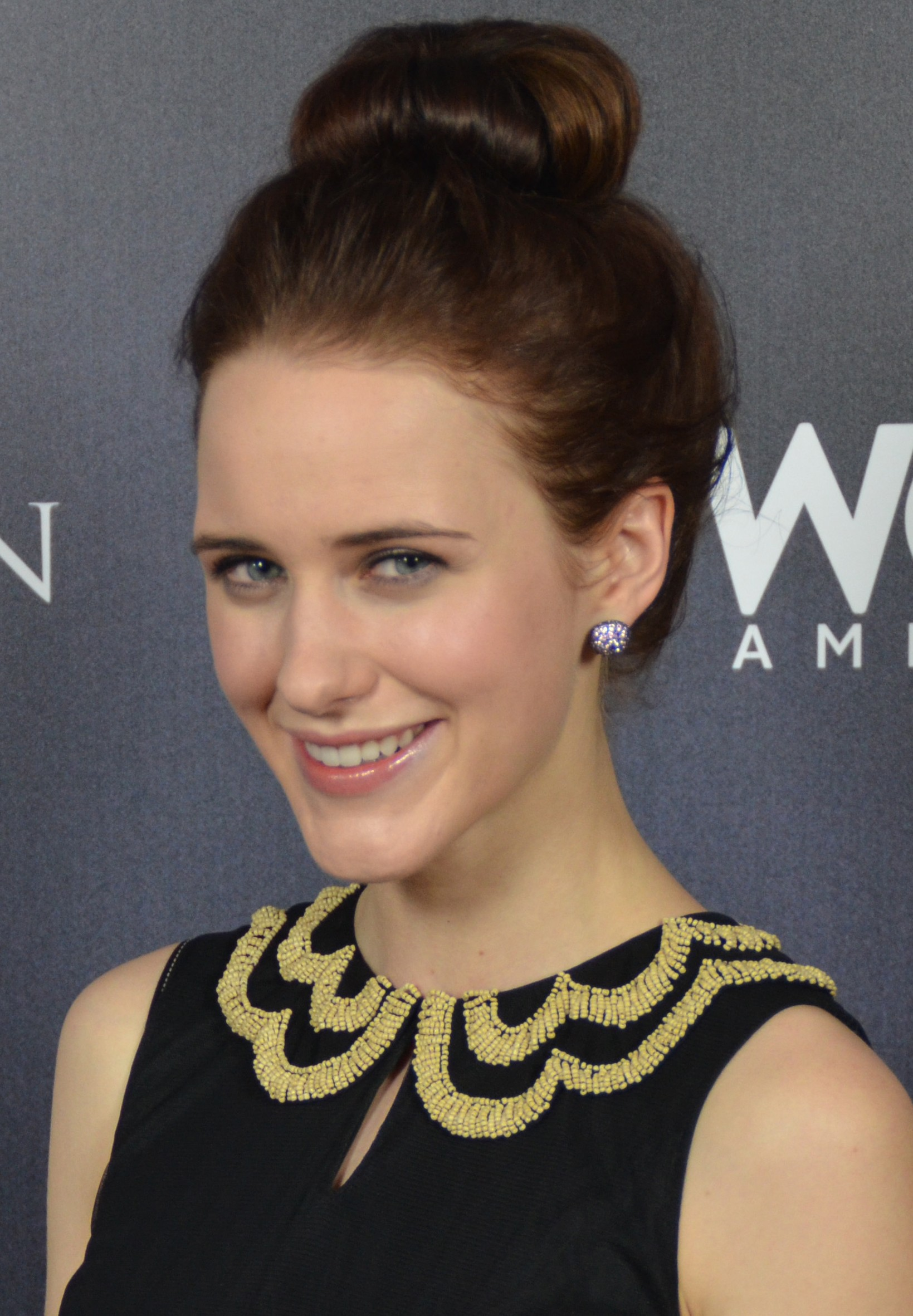
Rachel Brosnahan interprète Miriam.
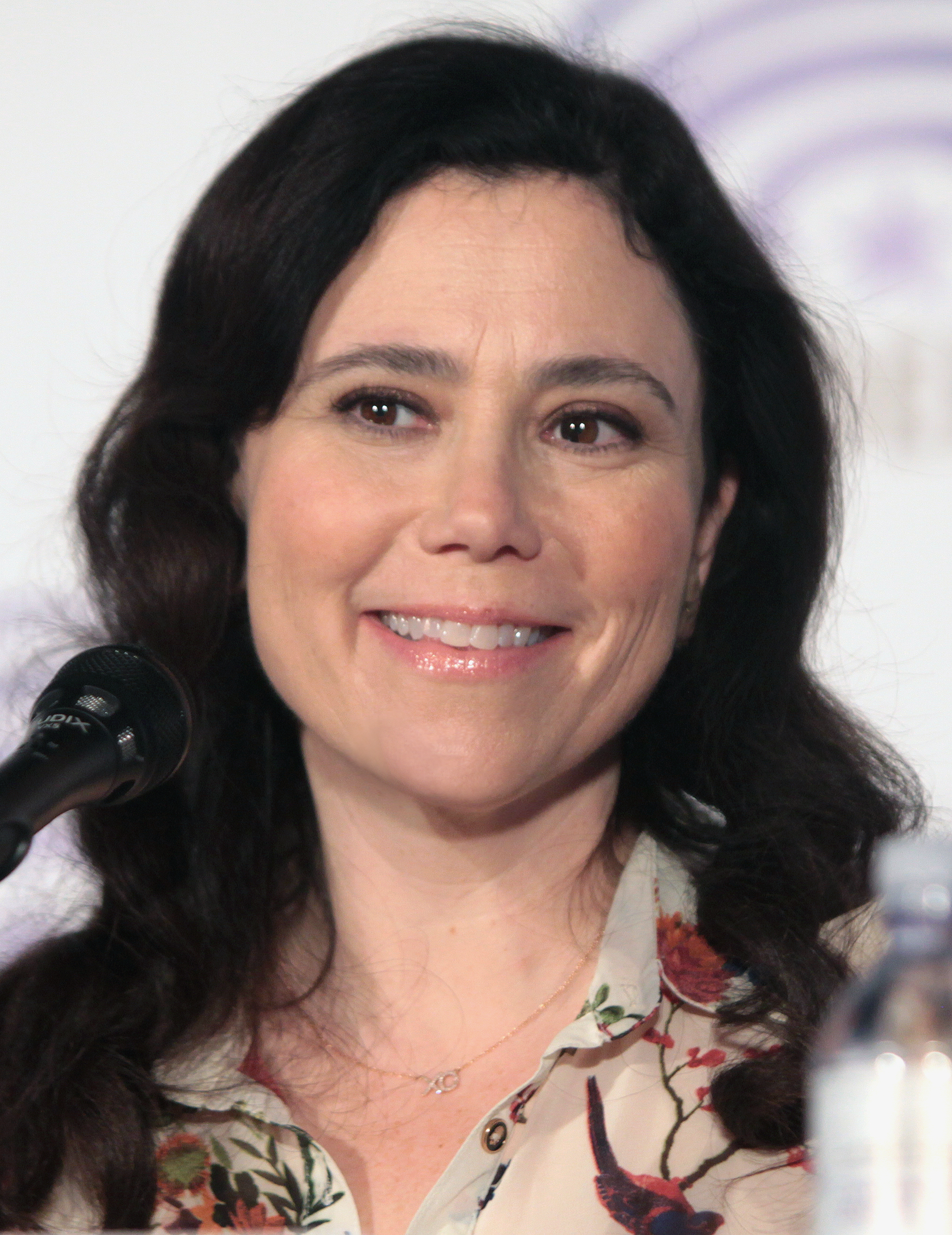
Alex Borstein interprète Susie.
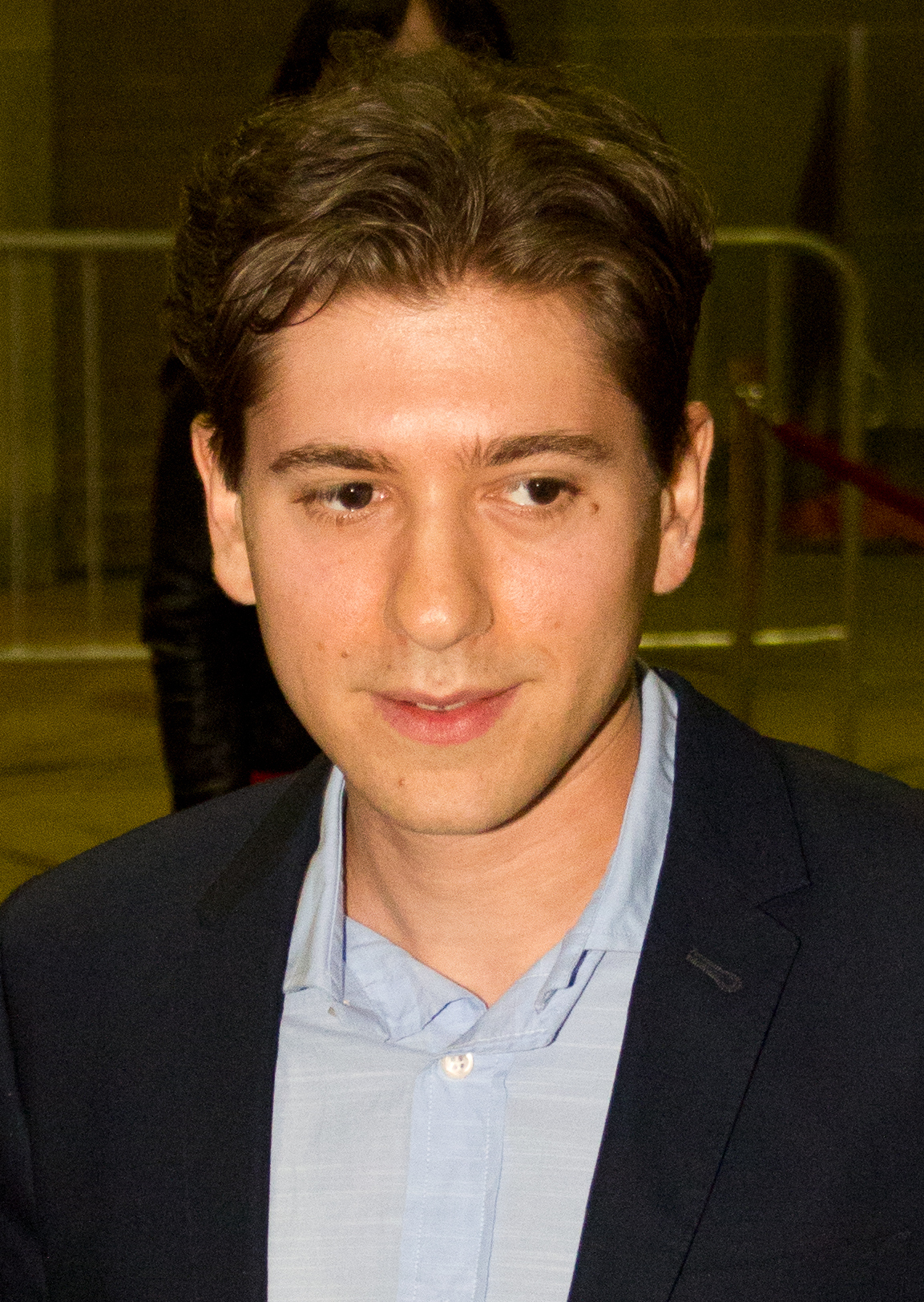
Michael Zegen interprète Joel.
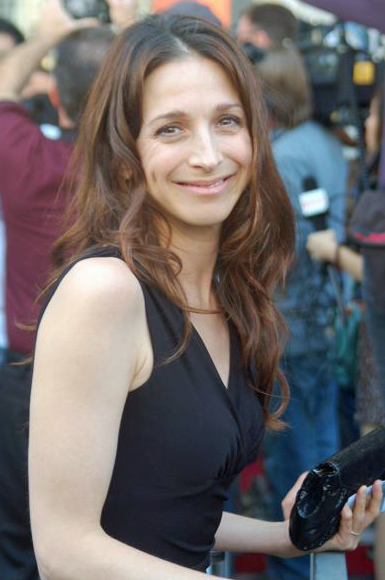
Marin Hinkle interprète Rose.
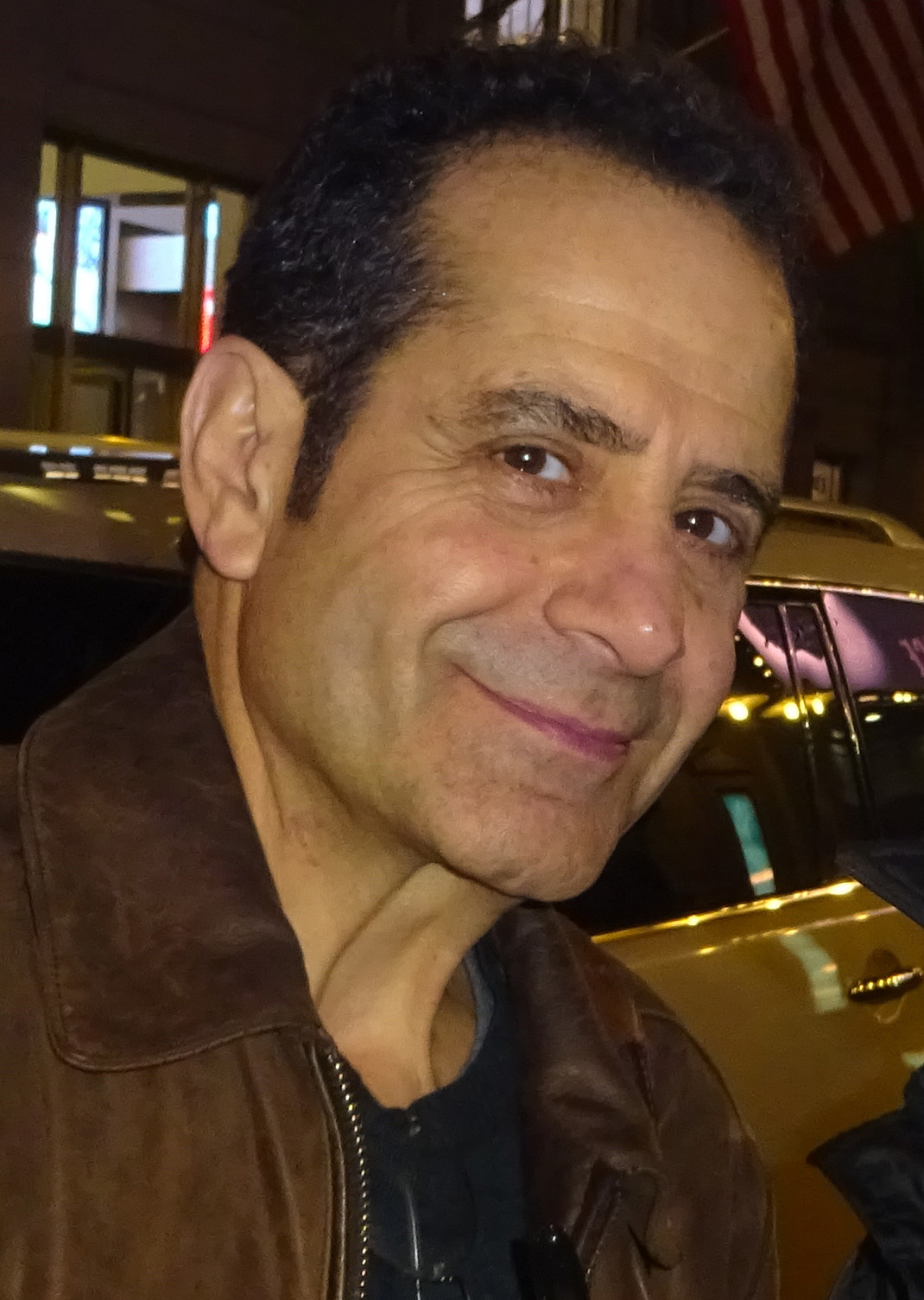
Tony Shalhoub interprète Abe.
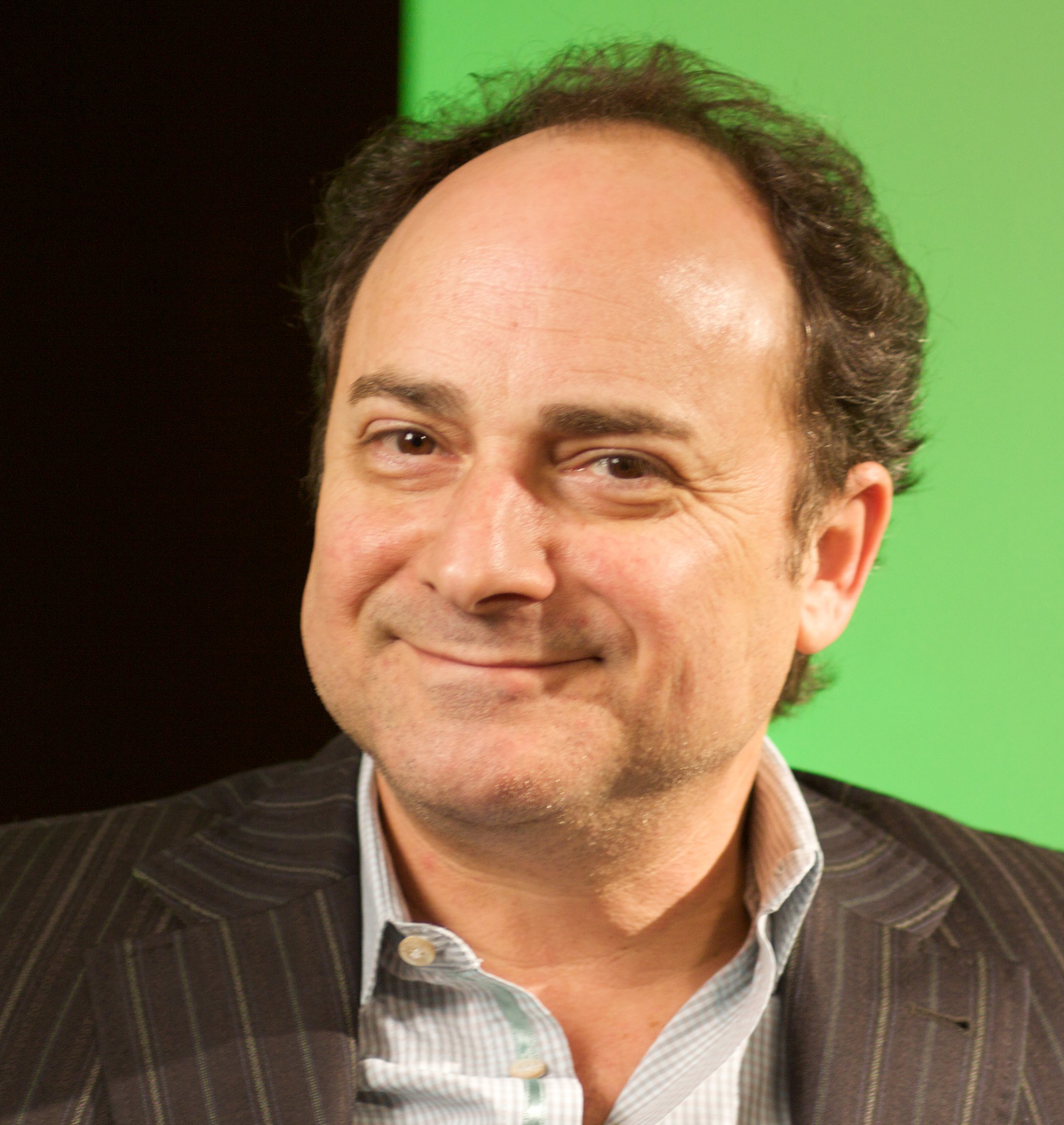
Kevin Pollak interprète Moishe.
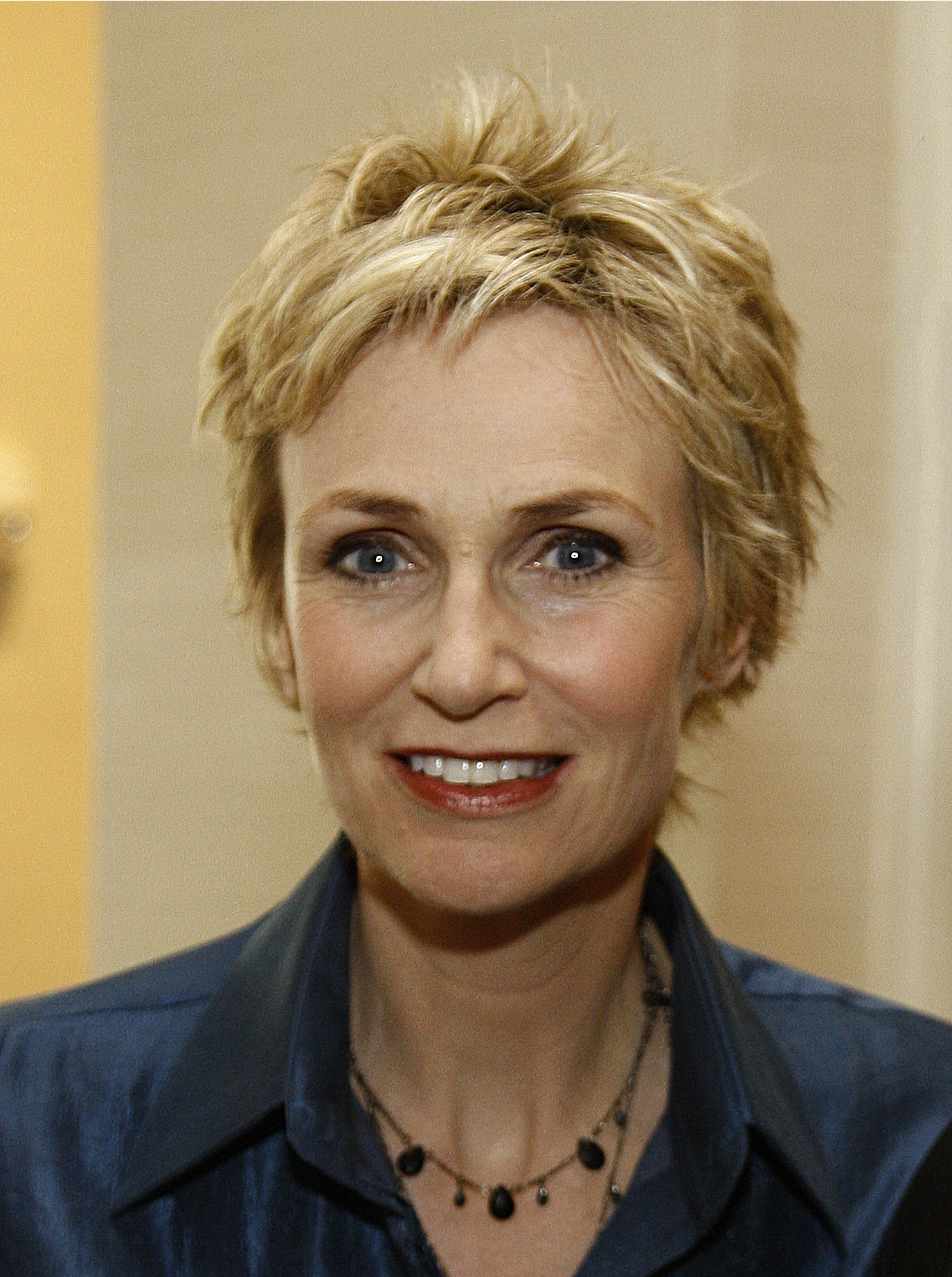
Jane Lynch interprète Sophie.

### Acteurs récurrents

#### Introduits dans la première saison
- Mateo et Nunzio Pascale (saisons 1 à 4) puis Colin Keane (saison 5) (VF : ?? puis Kaycie Chase (saison 3)) : Ethan Maisel
- Matilda Szydagis (VF : Emmanuelle Rivière) : Zelda
- Brian Tarantina (VF : Éric Marchal) : Jackie
- Joel Johnstone (VF : Gauthier Battoue (pilote et saisons 3 à 5) puis Fabrice Fara (saisons 1 et 2)) : Archie Cleary
- Bailey De Young (VF : Dorothée Pousséo) : Imogene Cleary
- Cynthia Darlow (VF : Nathalie Duverne) : Mme Moskowitz
- Holly Curran (VF : Flora Kaprielian) : Penny Pann
- Will Brill (VF : Bertrand Nadler) : Noah Weissman
- Justine Lupe (VF : Chloé Berthier) : Astrid Weissman
- Jack O'Connell (VF : Bernard Demory) : Jerry
- Erin Darke (VF : Laëtitia Godès) : Mary Petrowska
- Lilli Stein (VF : Juliette Poissonnier) : Vivian
- Wakeema Hollis (VF : Emmanuelle Rivière) : Harriet Owens
- David Bluvband (VF : Benjamin Gasquet) : Virgil
- Joanna Glushak (VF : Zaïra Benbadis) : Mme O'Toole
- David Paymer (VF : Gilbert Lévy (saison 1) puis Pierre Tissot (saisons 2 à 5)) : Harry Drake
- David Aaron Baker (en) (VF : Boris Rehlinger) : Charles Connelly
- Max Casella (VF : Sébastien Desjours) : Michael Kessler
- Steven Hauck (VF : Pascal Germain) : Dawes
- Pearls Daily (en) : Maxine

#### Introduits dans la deuxième saison
- Zachary Levi (VF : Adrien Antoine) : Dr Benjamin Ettenberg
- Erik Palladino (VF : Cédric Dumond) : Frank
- John Scurti (en) (VF : Alexis Rangheard) : Nick
- Leroy McClain (VF : Diouc Koma) : Shy Baldwin 
  - Darius de Haas : Shy Baldwin (chant)
- Emily Bergl (VF : Karine Texier) : Tessie Myerson
- Colby Minifie (VF : Aurore Bonjour) : Ginger
- Brandon Uranowitz (VF : Jérémy Prévost) : Buzz Goldberg
- Jacob Kemp (VF : Maxime Baudouin) : Samuel
- Andrew Polk (VF : Éric Aubrahn) : Fred
- Teddy Coluca : Manny
- Connor Ratliff (en) (VF : Vincent Ropion) : Chester
- Jack Messina : Salvatore

#### Introduits dans la troisième saison
- Sterling K. Brown (VF : Jean-Baptiste Anoumon) : Reggie
- Stephanie Hsu (VF : Marie Tirmont) : Mei Lin
- Liza Weil (VF : Caroline Pascal) : Carole Keen
- Cary Elwes (VF : Jean-Philippe Puymartin) : Gavin Hawk
- Jason Alexander (VF : Gérard Darier) : Asher Friedman
- Lenny Venito : Angie Calibresi
- Wanda Sykes : Moms Mabley
- Devon Bostick (VF : Fabrice Trojani) : Alan

#### Introduits dans la quatrième saison
- Kayli Carter (VF : Claire Baradat) : Gloria
- Gideon Glick (en) (VF : Maxime Baudouin) : Alfie Zielenski
- Santino Fontana (VF : Julien Allouf) : Boise
- Hari Nef : L. Roy Dunham
- Kelly Bishop (VF : Marie-Martine) : Benedetta
- Jackie Hoffman (VF : Caroline Jacquin) : Gitta
- Marceline Hugot (en) (VF : Brigitte Aubry) : Molly
- Chris Eigeman (VF : Stéphane Ronchewski) : Gabe
- Milo Ventimiglia (VF : Jérôme Frossard) : Sylvio
- Julie Klausner (en) : Maggie

#### Introduits lors de la cinquième saison
- Nina Arianda (VF : Christine Bellier) : Hedi Ford
- Peter Friedman (VF : Guy Chapellier) : George Toledano
- Alexander Gemignani (en) (VF : Sacha Petronijevic) : Janusz
- Austin Basis (en) (VF : Taric Mehani) : Alvin
- Josh Grisetti (en) (VF : Emmanuel Garijo) : Ralph
- Lucas Kavner (VF : Tanguy Goasdoué) : Cecil
- Eddie Kaye Thomas (VF : Julien Sibre) : Adam
- Michael Cyril Creighton (en) (VF : Jérôme Wiggins) : Mel

 Source et légende : version française (VF) sur RS Doublage et DSD-Doublage.

## Épisodes

### Première saison (2017)
1. Pilote (Pilot)
2. Ya Shivu vs Bolshom Dome Na Kholme
3. Quand tu es parti (Because You Left)
4. La Déception des sœurs Dionne (The Disappointment of the Dionne Quintuplets)
5. Doink (Doink)
6. Mme X au Gaslight (Mrs. X at the Gaslight)
7. Prends ça ! (Put That On Your Plate!)
8. Merci et bonsoir. (Thank You and Good Night)

### Deuxième saison (2018)
1. Simone (Simone)
2. Pas le cœur, mais juste en dessous (Mid-way to Mid-Town)
3. Le Purgatoire avec une belle vue (The Punishment Room)
4. En route pour les Catskills ! (We're Going to the Catskills!)
5. Minuit au Concord (Midnight at the Concord)
6. Soirée de clôture (Let's Face the Music and Dance)
7. Et le bonnet en prime (Look, She Made a Hat)
8. Un jour viendra… (Someday…)
9. Votez Kennedy, votez Kennedy (Vote for Kennedy, Vote for Kennedy)
10. Seule, toute seule (All Alone)

### Troisième saison (2019)
1. Sur la route (Strike Up The Band)
2. C'est les sixties, bordel ! (It's the Sixties, Man!)
3. La Pose culotte (Panty Pose)
4. Une nuit chez le dentiste (Hands!)
5. C'est soit ça, soit chou farci (It's Comedy or Cabbage)
6. Coup de blues (King of Bleu)
7. Vive la réclame ! (Marvelous Radio)
8. Mission Appolo (A Jewish Girl Walks Into the Apollo…)

### Quatrième saison (2022)
Le 12 décembre 2019, la série a été renouvelée pour une quatrième saison, mise en ligne le 18 février 2022.
1. Ça barde sur la grande roue (Rumble on the Wonder Wheel)
2. Billy Jones et l'orgie en céramique (Billy Jones and the Orgy Lamp)
3. Bellmore est partout (Everything Is Bellmore)
4. Les mecs toquent quand les filles se déloquent (Interesting People on Christopher Street)
5. Comment mâcher sans bruit et influencer les gens ? (How to Chew Quietly and Influence People)
6. Maisel contre Lennon, dernier round (Maisel vs. Lennon: The Cut Contest)
7. Ethan… Esther… Chaim
8. Comment va t-on a Carnegie Hall ? (How Do You Get to Carnegie Hall?)

### Cinquième saison (2023)
Cette cinquième et dernière saison de neuf épisodes est diffusée hebdomadairement du 14 avril au 26 mai 2023.
1. En avant toute (Go Forward)
2. Un monde d'hommes, d'hommes, d'hommes (It's a Man, Man, Man, Man World)
3. Erratum et Débris humains (Typos and Torsos)
4. Susan
5. Pirate (The Pirate Queen)
6. Le Banquet chambrage (The Testi-Roastial)
7. Une maison pleine de chevaux boiteux (A House Full of Extremely Lame Horses)
8. La Princesse  (The Princess and the Plea)
9. Quatre Minutes (Four Minutes)

## Inspiration
Daniel Palladino, le co-auteur de la série, a indiqué dans une interview que le personnage de Midge est librement inspiré de quelques artistes féminines de l'époque, citant tour à tour Jean Carroll (en), Phyllis Diller, Joan Rivers, Jackie Moms Mabley, ou encore Elaine May.

## Réception

### Réponse critique
Sur l'agrégateur Rotten Tomatoes, la première saison a un taux d'évaluation positive de 96 %, sur la base de 67 avis, avec une note moyenne de 8,2/10. Sur Metacritic, la série obtient une moyenne de 80 sur 100, basée sur 26 critiques, avec « des critiques généralement favorables. »
La saison 2 est également très bien évaluée, toujours sur l'agrégateur Rotten Tomatoes, avec un score de 91 % sur la base de 66 avis avec une note moyenne de 8,3/10.

## Distinctions

### Récompenses
- Critics' Choice Television Awards
  - 2018 :
    - Meilleure série télévisée comique
    - Meilleure actrice dans une série télévisée comique pour Rachel Brosnahan

  - 2019 :
    - Meilleure série télévisée comique
    - Meilleure actrice dans une série télévisée comique pour Rachel Brosnahan
    - Meilleure actrice dans un second rôle dans une série télévisée comique pour Alex Borstein

- Golden Globes
  - 2018 :
    - Meilleure série télévisée musicale ou comique
    - Meilleure actrice dans une série télévisée musicale ou comique pour Rachel Brosnahan

  - 2019 :
    - Meilleure actrice dans une série télévisée musicale ou comique pour Rachel Brosnahan

- Primetime Emmy Awards
  - 2018 :
    - Meilleure série télévisée comique
    - Meilleure actrice dans une série télévisée comique pour Rachel Brosnahan
    - Meilleure actrice dans un second rôle dans une série télévisée comique pour Alex Borstein
    - Meilleure réalisation pour une série télévisée comique pour Amy Sherman-Palladino pour l'épisode Pilote
    - Meilleur scénario pour une série télévisée comique pour Amy Sherman-Palladino pour l'épisode Pilote

  - 2019 :
    - Meilleur acteur dans un second rôle pour Tony Shalhoub
    - Meilleure actrice dans un second rôle pour Alex Borstein

- Screen Actors Guild Awards
  - 2019 :
    - Meilleur acteur dans une série télévisée comique pour Tony Shalhoub
    - Meilleure actrice dans une série télévisée comique pour Rachel Brosnahan
    - Meilleure distribution pour une série télévisée comique

  - 2020 : 
    - Meilleur acteur dans une série comique pour Tony Shalhoub
    - Meilleure distribution pour une série comique

- Television Critics Association Awards 2018 : Meilleure interprétation dans une série comique pour Rachel Brosnahan

### Nominations
- Critics' Choice Television Awards
  - 2018 :
    - Meilleure actrice dans un second rôle dans une série télévisée comique pour Alex Borstein

  - 2019 :
    - Meilleur acteur dans un second rôle dans une série télévisée comique pour Tony Shalhoub

- Golden Globes
  - 2019 :
    - Meilleure série télévisée musicale ou comique
    - Meilleure actrice dans un second rôle dans une série, mini-série ou un téléfilm pour Alex Borstein

  - 2020 :
    - Meilleure série musicale ou comique
    - Meilleure actrice dans une série musicale ou comique pour Rachel Brosnahan

  - 2024 : Meilleure actrice dans une série télévisée musicale ou comique pour Rachel Brosnahan

- Primetime Emmy Awards
  - 2018 :
    - Meilleur acteur dans un second rôle dans une série télévisée comique pour Tony Shalhoub

  - 2019 :
    - Meilleure série télévisée comique
    - Meilleure actrice dans une série télévisée comique pour Rachel Brosnahan
    - Meilleure actrice dans un second rôle dans une série télévisée comique pour Marin Hinkle
    - Meilleure réalisation pour une série télévisée comique pour Amy Sherman-Palladino pour l'épisode Seule, toute seule
    - Meilleure réalisation pour une série télévisée comique pour Daniel Palladino pour l'épisode En route pour les Catskills !

- Screen Actors Guild Awards 2019 : Meilleure actrice dans une série télévisée comique pour Alex Borstein

- Television Critics Association Awards 2018 :
  -     - Meilleure nouvelle série
    - Meilleure série comique